# كورتيس جاكسون
كورتيس جاكسون (بالإنجليزية: Curtis Jackson)‏ هو لاعب كرة قدم أمريكية أمريكي، ولد في 22 أكتوبر 1973 في فورت وورث في الولايات المتحدة.